# Městský hřbitov v Žatci
Městský hřbitov v Žatci (též Hřbitov u svatého Antonína) je hlavní městský hřbitov v Žatci. Nachází se na jihovýchodním okraji města, v ulici Šafaříkova.

## Historie

### Vznik
V důsledku epidemie cholery, která v roce 1850 zasáhla i Žatec, přestaly postačovat dosavadní hřbitovy při menších filiálních kostelech. Město proto zakoupilo téhož roku za 600 zlatých pozemek u kostela svatého Prokopa za mostem přes Ohři. Ještě téhož roku byl nový městský hřbitov vysvěcen a zároveň zrušen hřbitov při kostele svatého Václava.
Bezprostředním podnětem ke zřízení dalšího městského hřbitova, toho stávajícího, byla opětovná epidemie cholery v roce 1866. Pro jeho zřízení  byl vybrán městský pozemek na okraji města při silnici na Prahu. Vzhledem k nezbytné potřebě místa na pohřbívání vysvětil ještě téhož roku děkan Gebauer menší prostor ohraničený dřevěným plotem. Během dalších dvou let se ve výstavbě hřbitova pokračovalo a v roce 1868 byl dokončen.
Vstup tvoří novorenesanční brána, zbudována byla také márnice. Hřbitovní kostel svatého Antonína budovaný stavitelem Antonem Grimmem podle vlastního návrhu byl dokončen až roku 1873, a vysvěcen 1. listopadu děkanem páterem Aloisem Hanelem. V kostele bylo instalováno harmonium darované hudebním mecenášem Josefem Schőfflem. Z důvodu zachování estetičnosti hřbitova bylo v té době nutné překládat návrh hrobek městské radě ke schválení. Východně na areál navázal městský židovský hřbitov zřízený roku 1869.

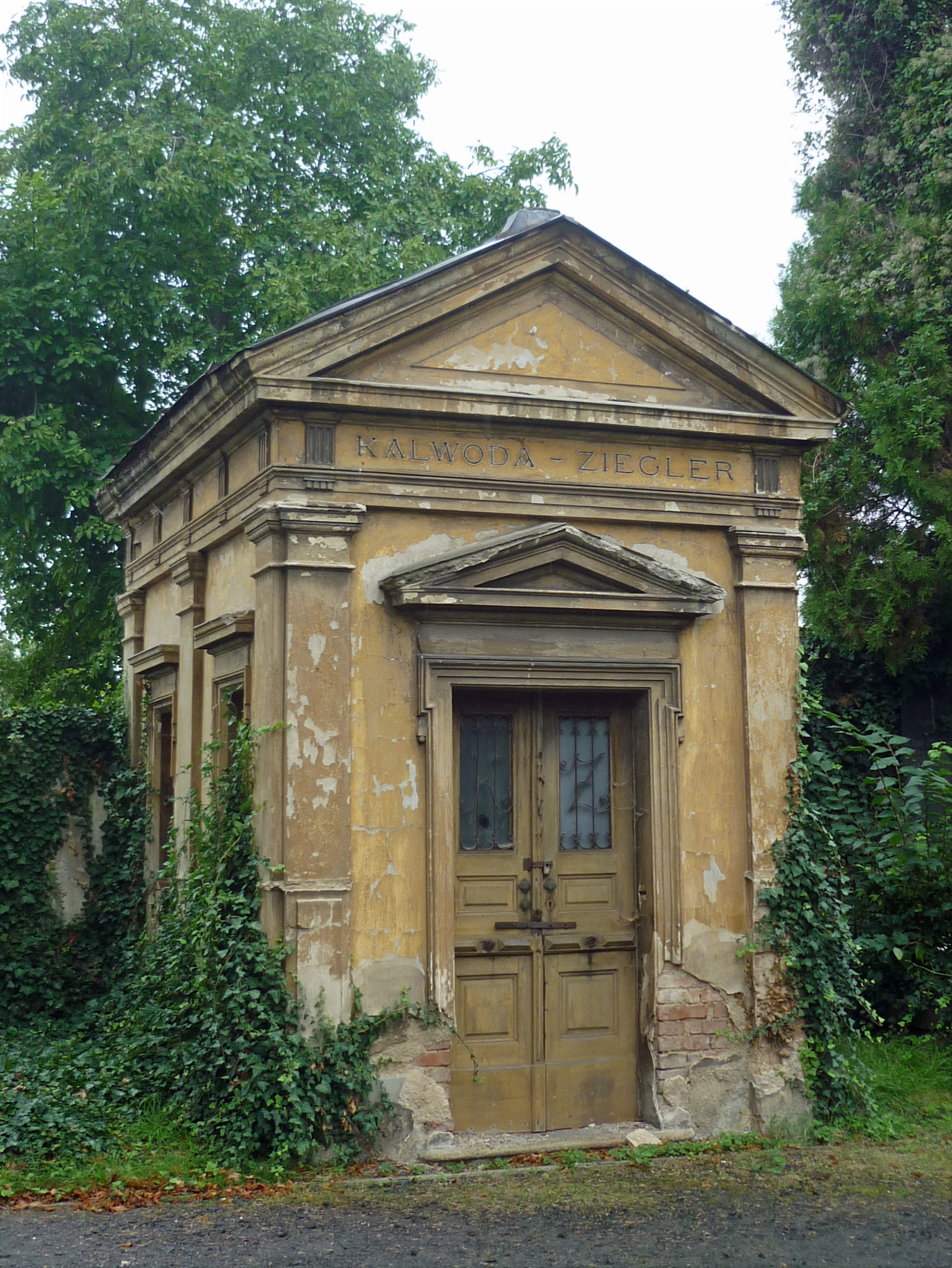
Kaplová hrobka rodin Kalwoda a Ziegler

Podél zdí areálu je umístěna řada hrobek významných obyvatel města. Pohřbeni jsou na hřbitově i vojáci a legionáři bojující v první a druhé světové válce.

### Po roce 1945
S odchodem téměř veškerého německého obyvatelstva města v rámci odsunu Sudetských Němců z Československa ve druhé polovině 40. let 20. století zůstala řada hrobů německých rodin opuštěna a bez údržby. V pozdějších letech byl hřbitov nadále rozšiřován.
V Žatci se nenachází krematorium, ostatky zemřelých jsou zpopelňovány povětšinou v krematoriu v Mostě a v Hrušovanech u Chomutova.

## Osobnosti pohřbené na tomto hřbitově

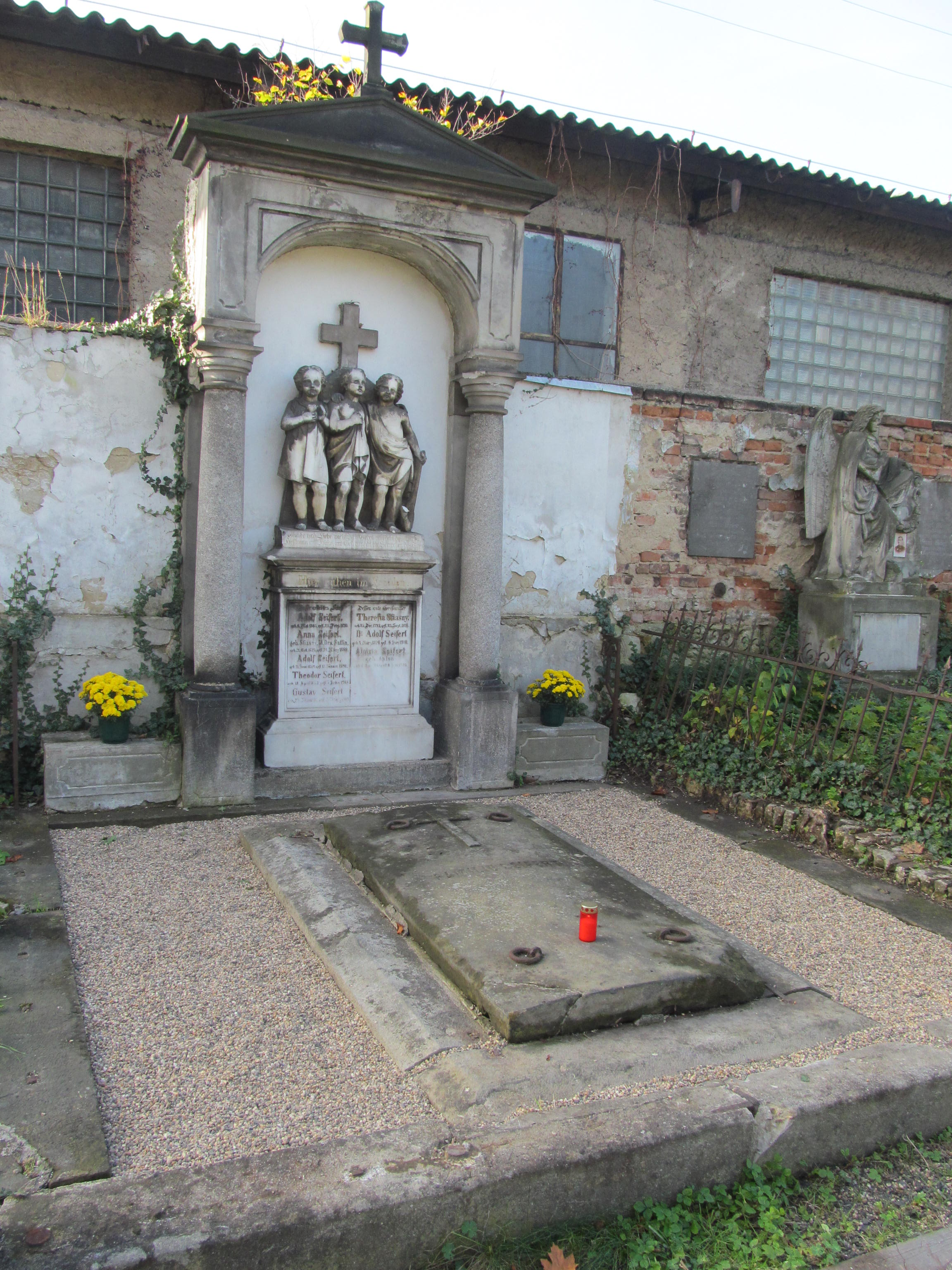
Náhrobek rodiny lékaře a historika Adolfa Seiferta na žateckém hřbitově

- Adolf Seifert (1826–1910) – německý lékař, regionální historik a chmelař
- Anton Grimm (1811–1868) – městský stavitel a architekt
- Anton Christl (18?–?) – továrník
- Josef Schőffl (1814–1894) – továrník a mecenáš
- Moritz Lüdersdorf (1844–1923) – továrník (rodinná kaplová hrobka)

### Hrobky
- Kaplová hrobka rodin Kalwoda a Ziegler